# Louis Victor de Rochechouart de Mortemart
Louis Victor de Rochechouart, 2. vévoda de Mortemart, vévoda de Vivonne (francouzsky Louis Victor de Rochechouart-Mortemart, 2. duc de Mortemart, duc de Vivonne, prince de Tonnay-Charente, marquis de Mogneville et Everly, comte de Maure, baron de Mortemer) (25. srpna 1636 Paříž – 15. září 1688 Chaillot) byl francouzský šlechtic, vojevůdce a dvořan, starší bratr Madame de Montespan, dlouholeté milenky Ludvíka XIV. Od mládí sloužil souběžně v armádě a námořnictvu, v hodnosti generála královských galér byl jedním z velitelů ve Středomoří (1669), v armádě dosáhl nejvyšší hodnosti maršála Francie (1675). Prosadil se jako úspěšný vojevůdce dobyvačných válek Ludvíka XIV. a v letech 1675–1678 byl francouzským místokrálem na okupované Sicílii. Po otci byl dědicem titulu vévody de Mortemart, obecně je ale známý jako vévoda de Vivonne, případně maréchal de Vivonne.

## Životopis

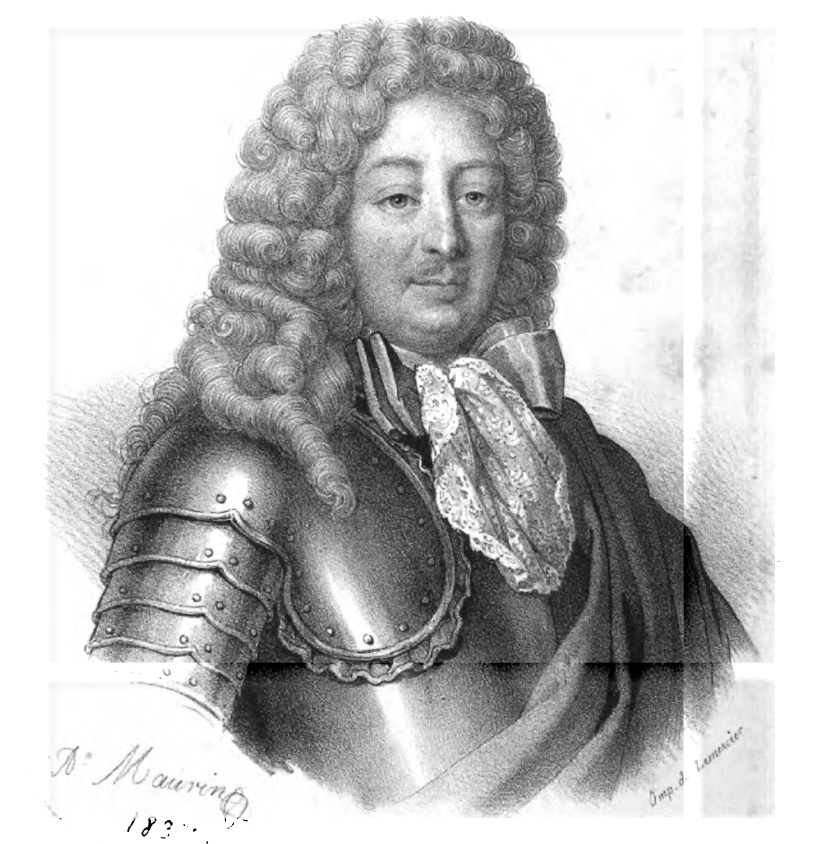
Vévoda de Vivonne

Pocházel ze starého šlechtického rodu Rochechouartů, narodil se v pařížském paláci Hôtel de Rochechouart jako jediný syn pařížského guvernéra Gabriela de Rochechouart, 1. vévody de Mortemart (1600–1675). Jako dítě vyrůstal Louis Victor u dvora Ludvíka XIV., byl jeho společníkem a pážetem. V roce 1653 vstoupil jako dobrovolník do armády a již o rok později mu bylo svěřeno velení oddílu jezdectva. Pod velením maršála Turenna bojoval ve Flandrech, kde se vyznamenal statečností. V hodnosti plukovníka (mestre de camp) později bojoval v Itálii. V roce 1664 byl povýšen do hodnosti maréchal de camp (generálmajor), zároveň se stal kapitánem u námořnictva a velitelem lodi La Reine. Pod velením vévody Beauforta se zúčastnil invaze do Alžírska a bojů proti pirátům ve Středomoří. Poté znovu velel pozemním jednotkám a zúčastnil se devoluční války, ve Flandrech znovu vynikl odvahou.
V roce 1668 získal titul vévody de Vivonne s právem paira (již od dětství užíval čestný titul hraběte a později markýze de Vivonne), jako otcův dědic zároveň užíval titul knížete de Tonnay-Charente. Vlivem své sestry markýzy de Montespan získal v roce 1669 hodnost generála královských galér (Général des galères de France), tedy vrchního velitele francouzského námořnictva. Byl vyslán do Středomoří a po smrti vévody Beauforta převzal vrchní velení v závěrečné fázi krétské války ve snazi pomoci Benátské republice v boji proti Turkům. V bojích byl zraněn a po skončení války operoval u břehů Provence, kde chránil jižní pobřeží Francie proti útokům berberských pirátů. Za války s Nizozemím znovu sloužil v pozemním vojsku, zúčastnil se přechodu přes Rýn a úspěšného obléhání Maastrichtu, opět byl zraněn. V roce 1674 byl jmenován guvernérem v Champagne.

### Místokrál na Sicílii

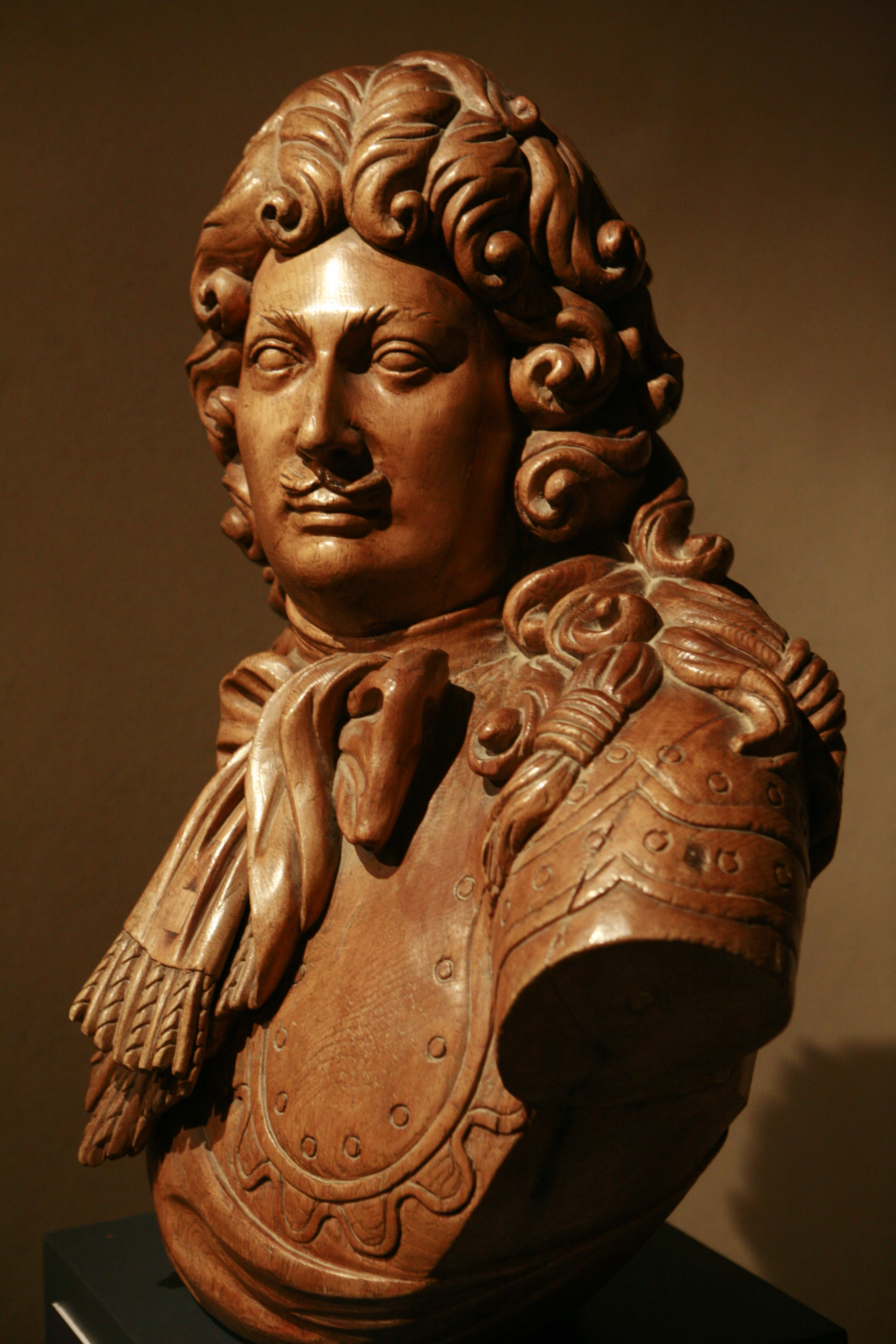
Busta vévody de Vivonne v Muzeu námořnictva v Brestu

Po otci zdědil v roce 1675 titul vévody z Mortemartu a téhož roku dosáhl nejvyšší vojenské hodnosti maršála Francie (30. srpna 1675). Ludvíkem XIV. byl vyslán na Sicílii, kde vypuklo povstání proti španělské nadvládě. Vivonne ze severní Afriky dodal zásoby pro povstalce a usadil se v Messině s titulem sicilského místokrále. Ze Sicílie vedl námořní boje proti spojenému španělsko-nizozemskému loďstvu, sám se jich ale již osobně nezúčastnil a přenechával volnou ruku svým podřízeným (admirál Duquesne); v těchto bojích mimo jiné padl nizozemský národní hrdina admirál Michiel de Ruyter. Vivonnovi se ale nepodařilo opanovat celou Sicílii a v Palermu nadále úřadoval vyhnaný španělský místokrál markýz de Villafranca. V Messině vydržoval nákladný dvůr s bohatým společenským životem. Francouzští vojáci na Sicílii se chovali jako dobyvatelé a ztratili podporu místního obyvatelstva, které se nakonec obrátilo proti nim. Násilí na Italech a naopak vraždy francouzských důstojníků byly na denním pořádku a Vivonne tomu jen přihlížel. Povzbuzen úspěchy svých podřízených (na které zároveň žárlil) svedl v červnu 1676 vítěznou námořní bitvu u Palerma, která potvrdila francouzskou nadvládu ve Středomoří. V dlouhodobém kontextu to ale nemělo zásadní význam, protože Ludvík XIV. nakonec ztratil zájem o opanování Sicílie a k 1. lednu 1678 Vivonna z funkce místokrále odvolal. V dubnu 1678 se Vivonne vylodil s 8 000 vojáky v Toulonu. Po návratu do Francie se ještě krátce připojil k armádě ve Flandrech pod velením králova bratra Filipa Orleánského, Nijmegenským mírem však nedlouho poté celoevropský válečný konflikt skončil a Vivonne na další kariéru v armádě a námořnictvu rezignoval.
I když v této době již neměla u dvora vliv jeho sestra markýza de Montespan, Vivonne si udržel vysoké postavení a s titulem Premier gentilhomme de la Chambre du Roi (první královský komorník) zůstal v okruhu osob blízkých králi. Ten obdivoval jeho duchaplnost a inteligenci a často vyprávěl historky čerpající z Vivonnovy nadváhy (která byla rodinnou genetickou zátěží), Vivonne si naopak mohl ke králi dovolit poznámky jako málokdo jiný. Proslul mimo jiné jako mecenáš umělců, finančně podporoval významné spisovatele té doby a některé z nich také osobně představil u dvora (Molière, Jean de la Fontaine, Nicolas Boileau). Vivonne byl pyšný na své schopnosti, v mládí proslul odvahou a nelze mu upřít i vojevůdcovský talent, celoživotně ale trpěl tím, že u veřejnosti byla jeho kariéra v armádě a námořnictva vnímána jako protekce mladší sestry a dlouholeté královy milenky.
Zemřel 15. září 1688 ve věku 52 let. Jeho srdce bylo uloženo v chaillotském klášteře, tělo bylo pohřbeno v rodové hrobce v Poitiers.

## Rodina a potomstvo

Erb vévody de Vivonne s insigniemi maršála Francie

V roce 1655 se oženil s Antoinette Louise de Mesmes (1641–1709) z vlivné pařížské parlamentní rodiny, v sedmdesátých letech 17. století údajně zapojená do slavné travičské aféry. Z jejich manželství pocházelo šest dětí, jediný syn Louis zemřel ještě před otcem. Dědicem rodových titulů se stal vnuk Louis II. de Rochechouart-Mortemart (1681–1746), který v armádě dosáhl hodnosti generálporučíka.
- 1. Gabrielle (1658–1733), abatyše v Beaumont-les-Tours
- 2. Charlotte (1660–1729), ∞ 1677 Henri de Lorraine, vévoda d'Elbeuf (1661–1748), generálporučík, guvernér v Pikardii[13][14]
- 3. Louis de Rochechouart de Mortemart, 3. vévoda de Mortemart (1663–1688), námořní důstojník[15], ∞ 1679 Marie Anne Colbert (1665–1750), dcera prvního ministra Jeana-Baptista Colberta (1619–1683), při příležitosti sňatku konaného ve Versailles obdržela od Ludvíka XIV. věno ve výši jednoho miliónu livrů
- 4. Marie Élisabeth (1663–1718), dvorní dáma vévodkyně orléanské, ∞ 1693 Joseph François de La Croix, markýz de Castries (1663–1728), guvernér a senešal v Montpellieru
- 5. Louise Françoise (1664–1742), abatyše ve Fontevrault
- 6. Gabrielle Victoire (1671–1740), ∞ 1702 Alphonse de Créquy, vévoda de Lesdiguières (1626–1711)[16]

Jako skutečná historická postava se maršál de Vivonne objevil ve fiktivním ději předposledního filmu série o Angelice (Nezkrotná Angelika, 1967). Postavu Vivonna ve funkci generála královských galér hrál německý herec Christian Rode.